# Бем, Юзеф Захариаш
Ю́зеф Заха́риаш Бем (также Ио́сиф Бем, пол. Józef Zachariasz Bem, венг. Bem József, тур. Murat Paşa, Мурад-Паша; 14 марта 1794, Тарнув в Галиции — 10 декабря 1850, Алеппо) — полководец; польский генерал, фельдмаршал турецкой армии, главнокомандующий войск венгерской революции 1848 года.

## Ранние годы
Юзеф Бем родился в польском городе Тарнуве 14 марта 1794 года, в незнатной шляхетской семье. Его прапрадед Кристиан Бем был сыном шорника Каспера Бема из Свидницы в Нижней Силезии, в 1704 году осевшего во Львове. Дед Юзефа Войцех Бем в середине XVIII века получил дворянство и служил советником короля Станислава Августа Понятовского. Отец Юзефа, Анджей Бем, работал юристом в городском совете Львова, а позже служил адвокатом Тарнувского дворянского собрания и учителем математики. Он женился на Агнешке Голуховской, с которой имел единственного сына Юзефа.
В 1809 году, в возрасте 15 лет, Юзеф поступил в военную Школу Артиллерии и Инженерии в Варшаве. Там он получил фундаментальные знания по арифметике, теоретической и практической геометрии, тригонометрии, алгебре, изучал топографию и языки: в том числе польский, французский, немецкий и русский. После окончания артиллерийской школы Бем получил звание поручика второго класса польской конной артиллерии. В 1812 году, он был направлен служить артиллеристом в I корпус французской армии, которым командовал маршал Даву, а позднее в Х корпус маршала Макдональда.
1812 год был отмечен походом французской армии императора Наполеона Бонапарта в Россию (см. Отечественная война 1812 года). В этой кампании принимали участие и союзные Франции польские войска. Юзефу Бему довелось участвовать во всех основных сражениях русского похода. После отступления Наполеона из России ареной боевых действий стала восточная и центральная Европа. Последнее сражение, в котором принимал участие Бем, была оборона крепости Гданьск (см. Осада Данцига (1813)), продолжавшаяся с января по декабрь 1813 года. За храбрость, проявленную на поле битвы, он был награждён французским орденом Почётного легиона.
После преобразования в 1815 году польской армии он снова поступил в артиллерию, читал лекции в Варшавском артиллерийском училище, но после кончины императора Александра I был уволен со службы как человек неблагонадёжного образа мыслей. Существуют сведения о членстве Бема в масонской ложе. В 1820-е гг. Бем переезжает в Броды по приглашению графа Франциска Потоцкого, где занимается хозяйственной деятельностью.

## Научная и преподавательская деятельность
По условиям капитуляции солдаты из Польши и Германии были отпущены домой (французские солдаты были отправлены в Россию). Вскоре, после возвращения на родину, Бем, поступает на службу в армию Царства Польского. Талантливого инженера-артиллериста заметил генерал Пётр Бонтан, который занимался опытами по созданию ракетной артиллерии. В 1815 году он назначает Бема руководителем бюро военного ракетостроения. Во время одного из испытаний ракеты, в 1819 году, Бем получил серьёзные ранения.
Тем не менее, этот инцидент не помешал ему написать и издать книгу (на французском языке) «Notes sur les fusees incendiares», посвященную боевым ракетам, которая спустя год была переиздана в Веймаре (Германия). До своего увольнения из армии в 1822 году, Бем преподавал в Зимней артиллерийской школе, одновременно занимаясь научной работой.
В 1826 году, по приглашению графа Франтишека Потоцкого, он уезжает в город Броды под Львовом, где становится администратором промышленной империи семьи Потоцких. Юзеф занимается ремонтом и модернизацией сахарных заводов, создает и налаживает работу бумажного комбината, проводит реконструкцию львовского монастыря и церкви кармелитов, разрабатывает и создает принципиально новую отопительную систему для дворцов Потоцких и Любомирских.
В 1829 году он издает во Львове учебник для механиков паровых машин «O machinach parowych». Всего планировалось выпустить три тома учебника. Но научная деятельность Бема была прервана начавшимся в 1830 году польским восстанием против политики Российской империи.

## Ноябрьское восстание
Когда в ноябре 1830 года в Варшаве вспыхнуло Ноябрьское восстание, поспешил туда и в звании майора принял командование 4-й батареей лёгкой кавалерии, численность которой составляла 12 пушек и 291 солдат.
За отличие, выказанное им в боях при Доманицах, Иганье и Остроленке, назначен был главнокомандующим всей польской артиллерией, которой и распоряжался весьма искусно во время варшавского штурма. 1 июля 1831 года был награждён золотым крестом ордена Virtuti Militari. По ходатайству генерала Казимира Малаховского, 22 августа, был повышен в звании до бригадного генерала. Однако Варшава была взята, а восстание потерпело поражение.
Бему удалось с остатками своих войск и частью артиллерии уйти в Пруссию, где в районе Мариенвердера польские боевые единицы были расформированы, а их участники ушли в эмиграцию. Сам бригадный генерал сначала жил в Пруссии, а потом перебрался в Париж, где проживал частным человеком, занимаясь разными научными проектами.
Пытался создать Польский легион, который сражался бы на стороне Педру I в гражданской войне в Португалии. Затея провалилась.

## Революция 1848 года
Общеевропейская революция 1848 года снова пробудила в нём кипучую деятельность; во время oктябрского восстания в Вене он явился главным организатором сопротивления правительственным войскам; а по заключении венцами капитуляции успел бежать в Венгрию, где Лайош Кошут поручил ему главное начальство над Трансильванией. Здесь Бем выказал снова замечательную энергию и предприимчивость как в организации военных сил, так и в борьбе против австрийских и русских войск, пока русскому генералу Лидерсу, не удалось наконец совершенно разбить его под Сегешваром и Германштадтом (июль 1849).
Вызванный Кошутом в Венгрию и потерпев новое поражение под Темешваром, бежал в Турцию, принял ислам и под именем «Амурат-паши» стал работать над преобразованием турецкой армии.
По настоянию России и Австрии он в 1850 году был водворён в Алеппо. Здесь в ноябре того же года Бем, предводительствуя турецкими войсками, подавил кровавое восстание арабского населения против христиан и вскоре после этих событий (в декабре) умер от лихорадки, которой не мог перенести его организм, ослабленный трудами и ранами.
Бем как полководец отличался талантливостью и был очень любим войсками. Спустя тридцать лет после его смерти венгры воздвигли ему памятник в Марошвашархее (сейчас — Тыргу-Муреш, Румыния).
Юзеф Бем был изображён на банкноте Польской Народной Республики достоинством 10 злотых образца 1982 года.

## Памятники

### Венгрия

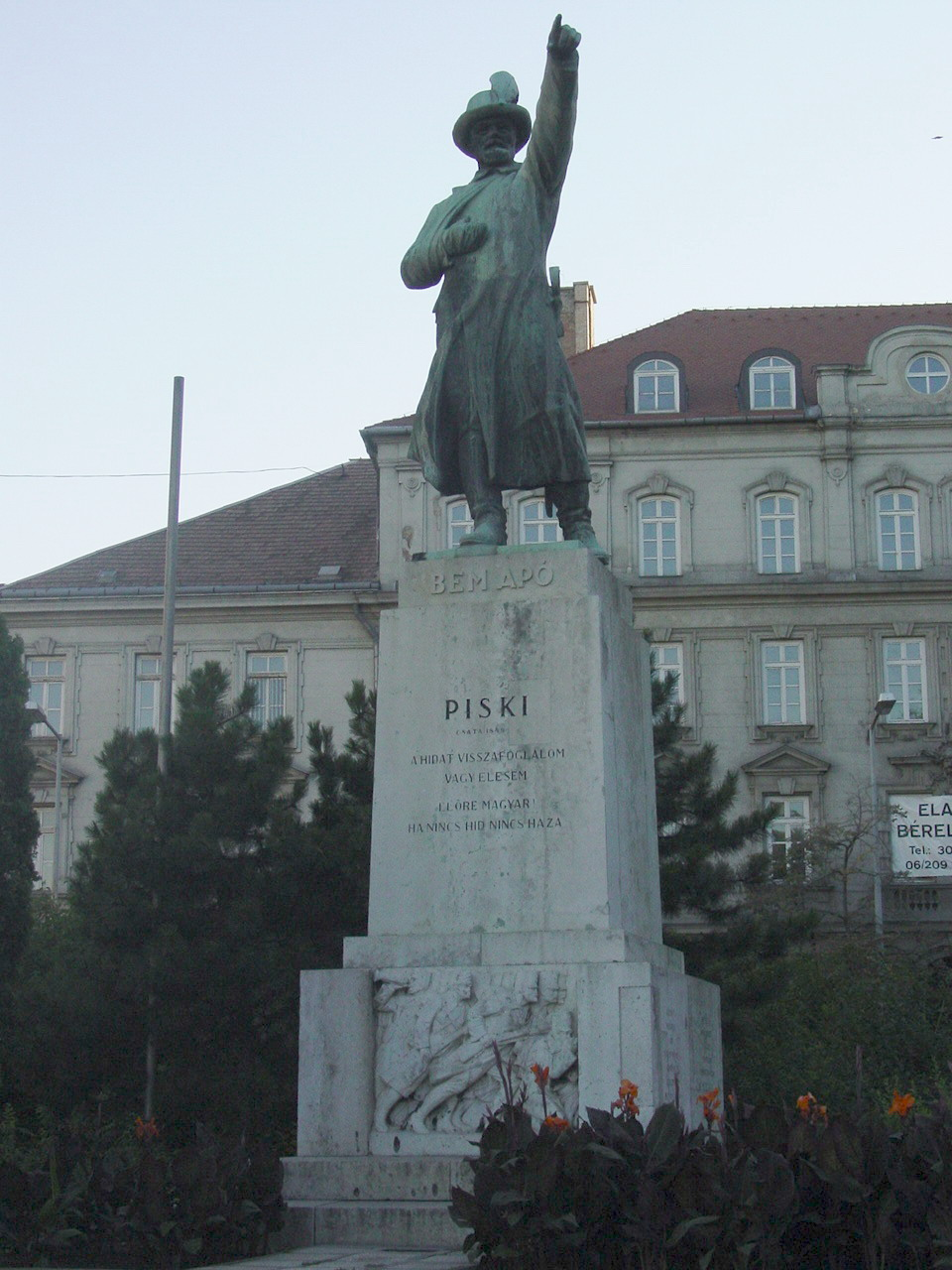
Памятник в Будапеште
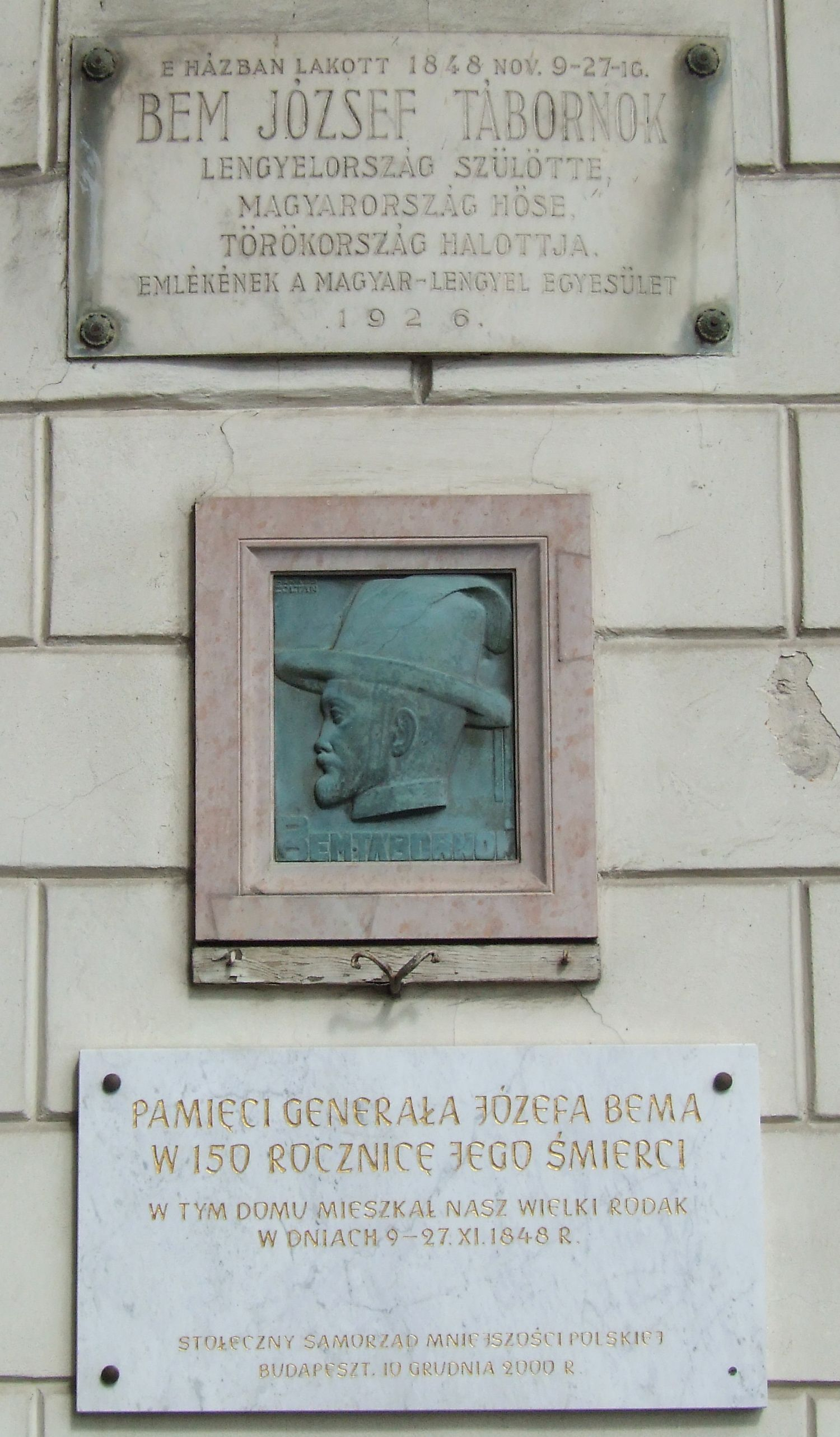
Памятная доска на доме в Будапеште, где жил Бем в 1848 году
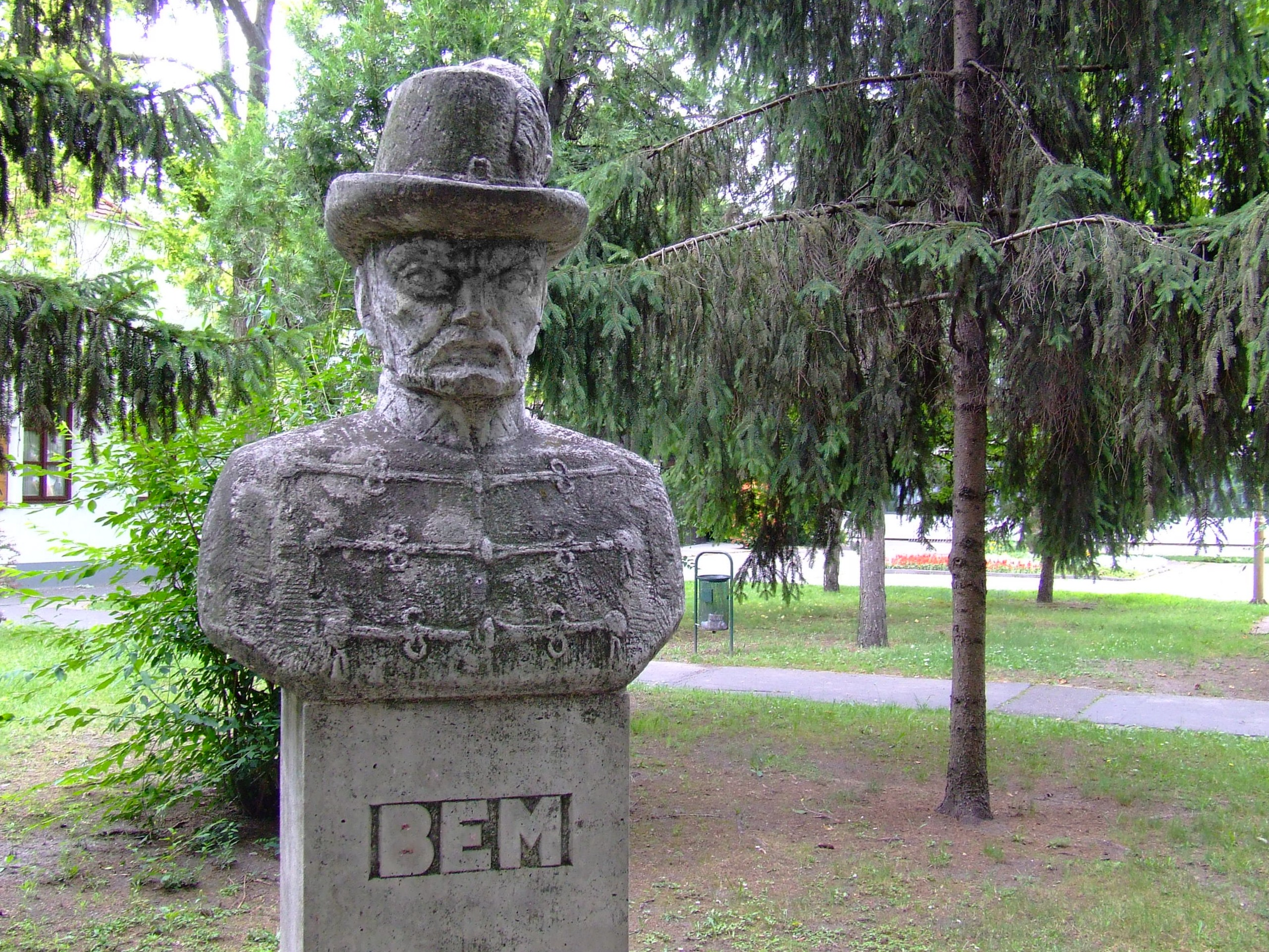
Памятник у Музея Ш. Петёфи Кишкёрёше

### Румыния

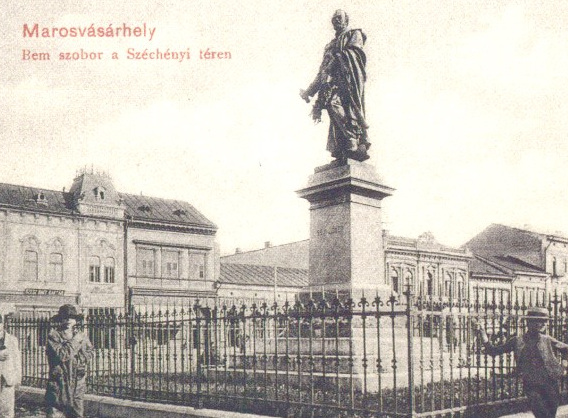
Несуществующий ныне памятник в Тыргу-Муреше, уничтоженный румынскими властями в 1922 году.
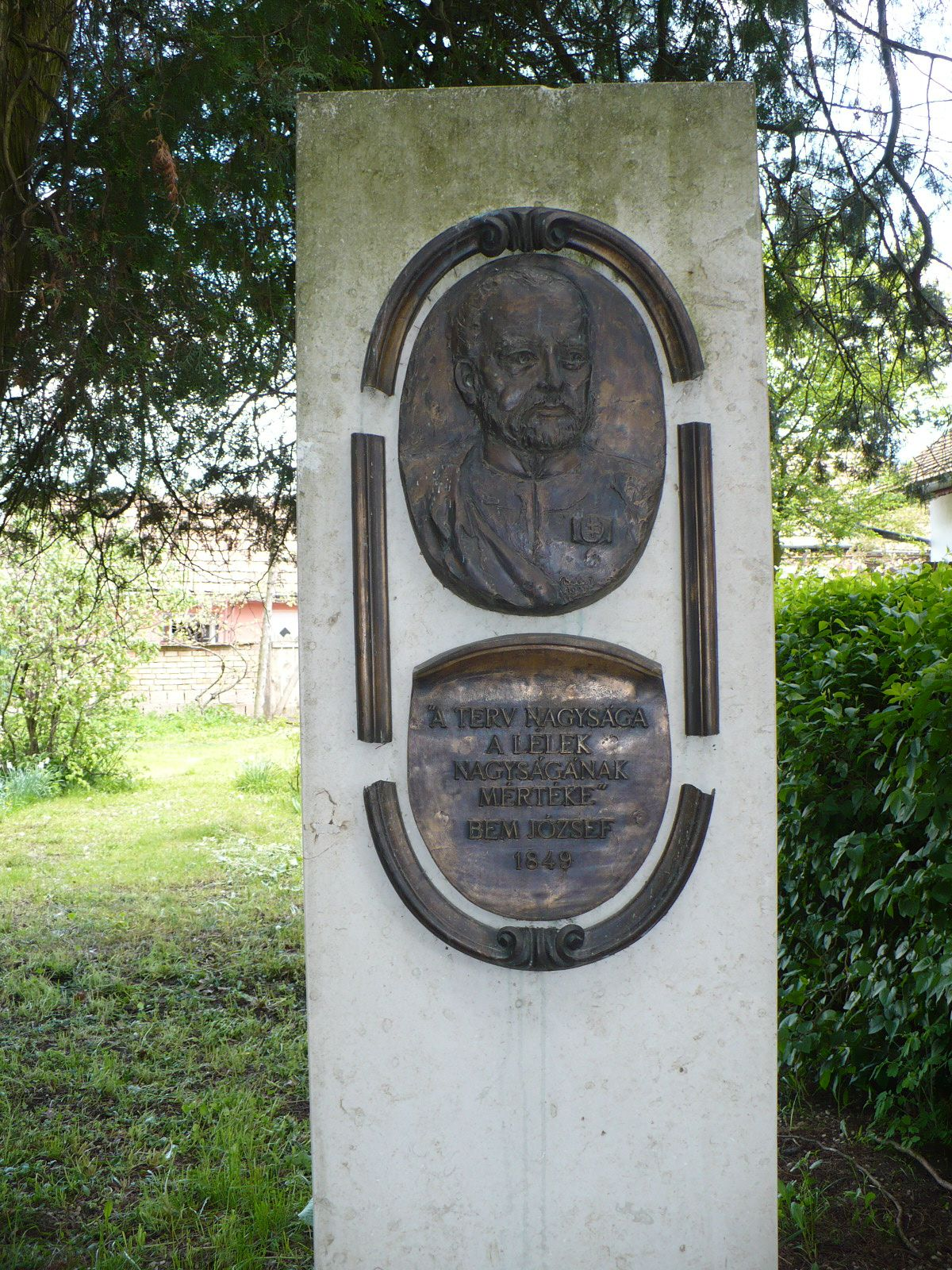
Современный памятник Бему в Тыргу-Муреше.

### Польша

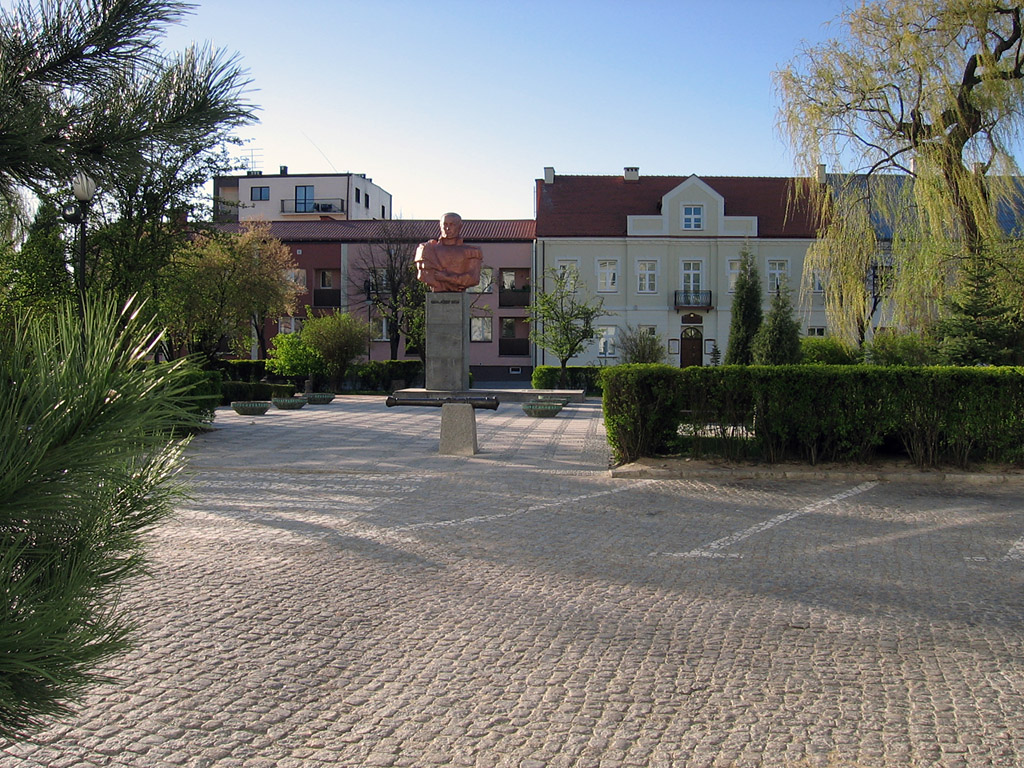
Площадь Бема и памятник в Остроленке
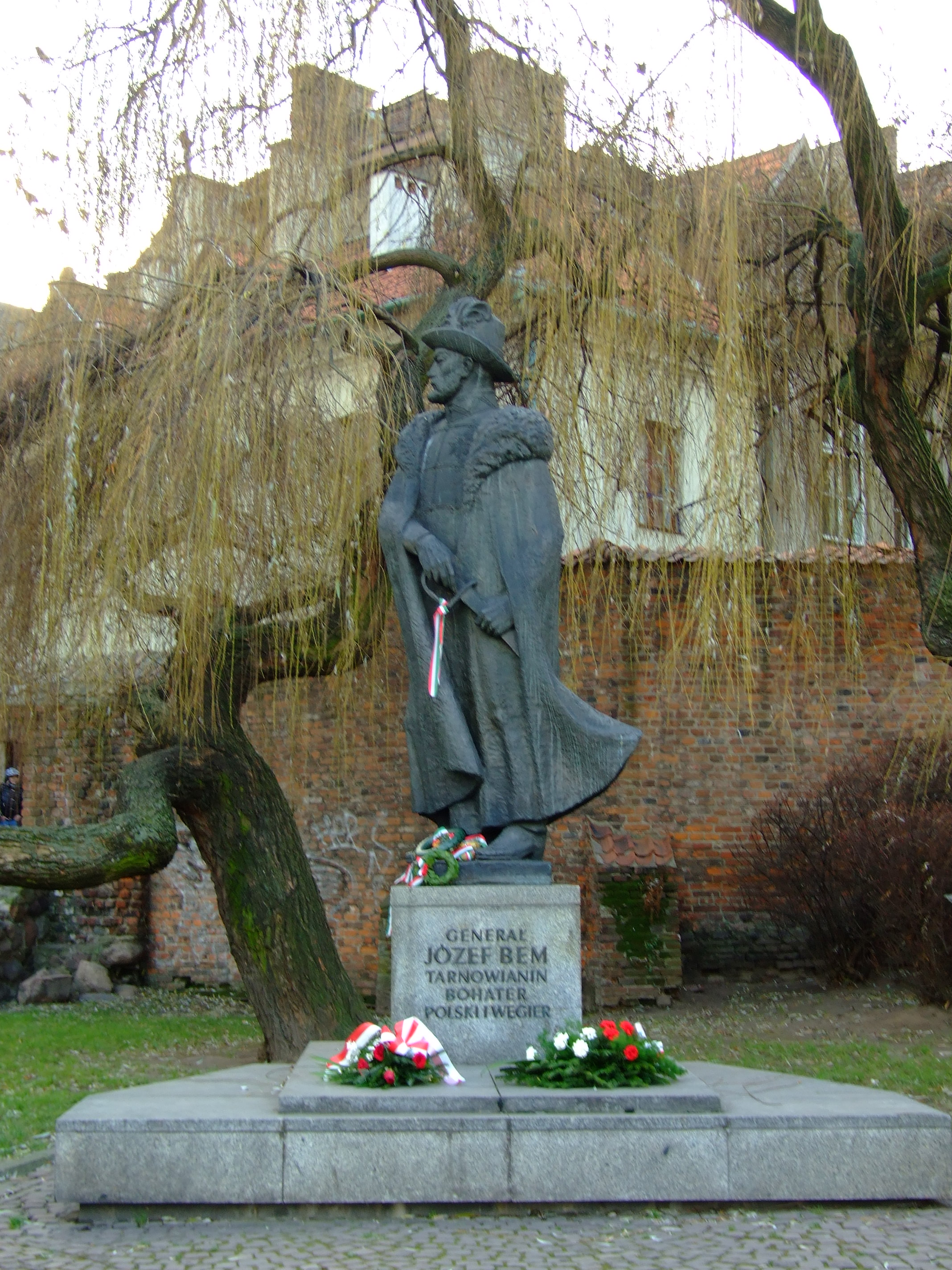
Памятник в Тарнуве
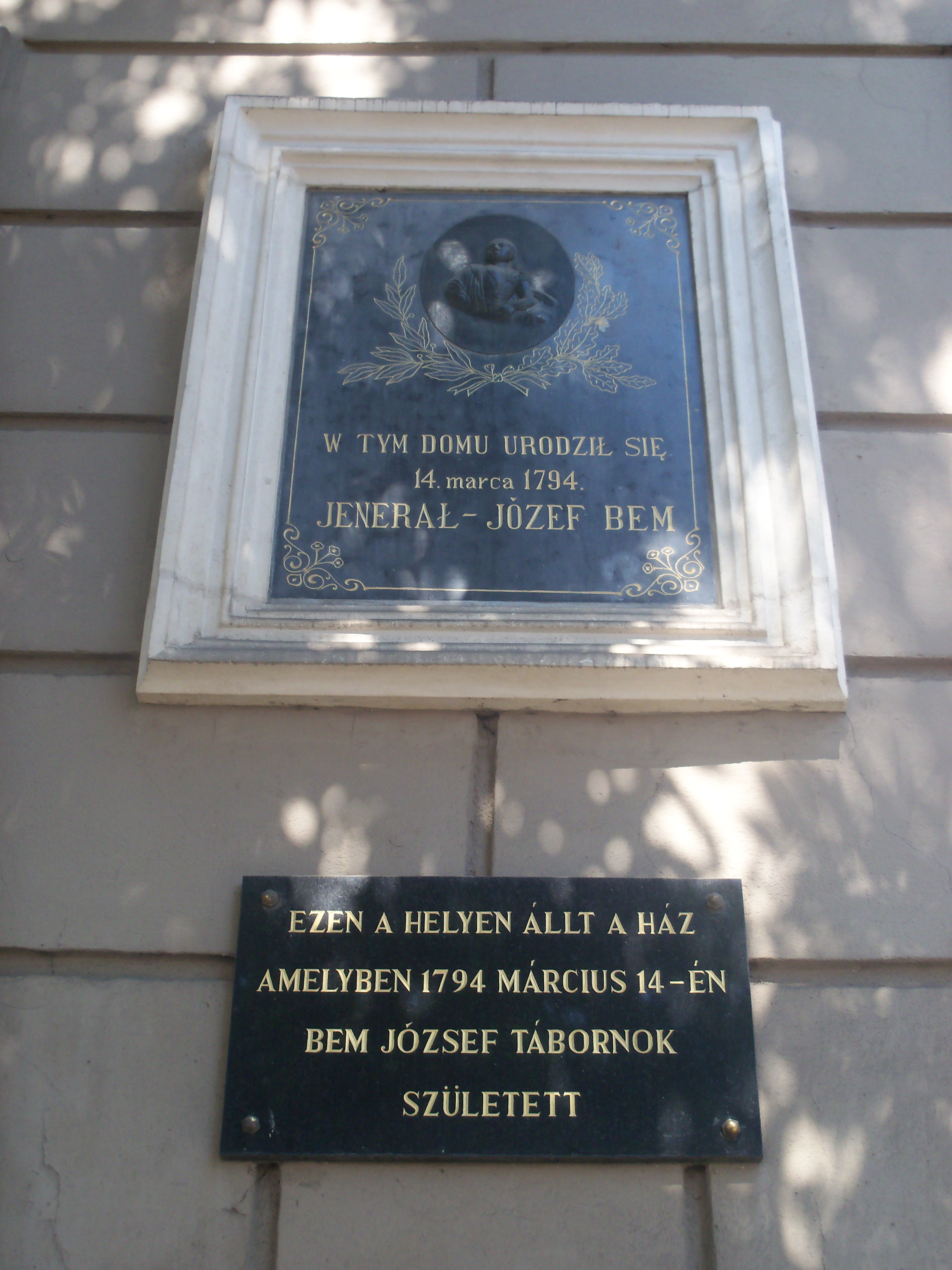
Памятная доска в доме, где родился Бем. Тарнув
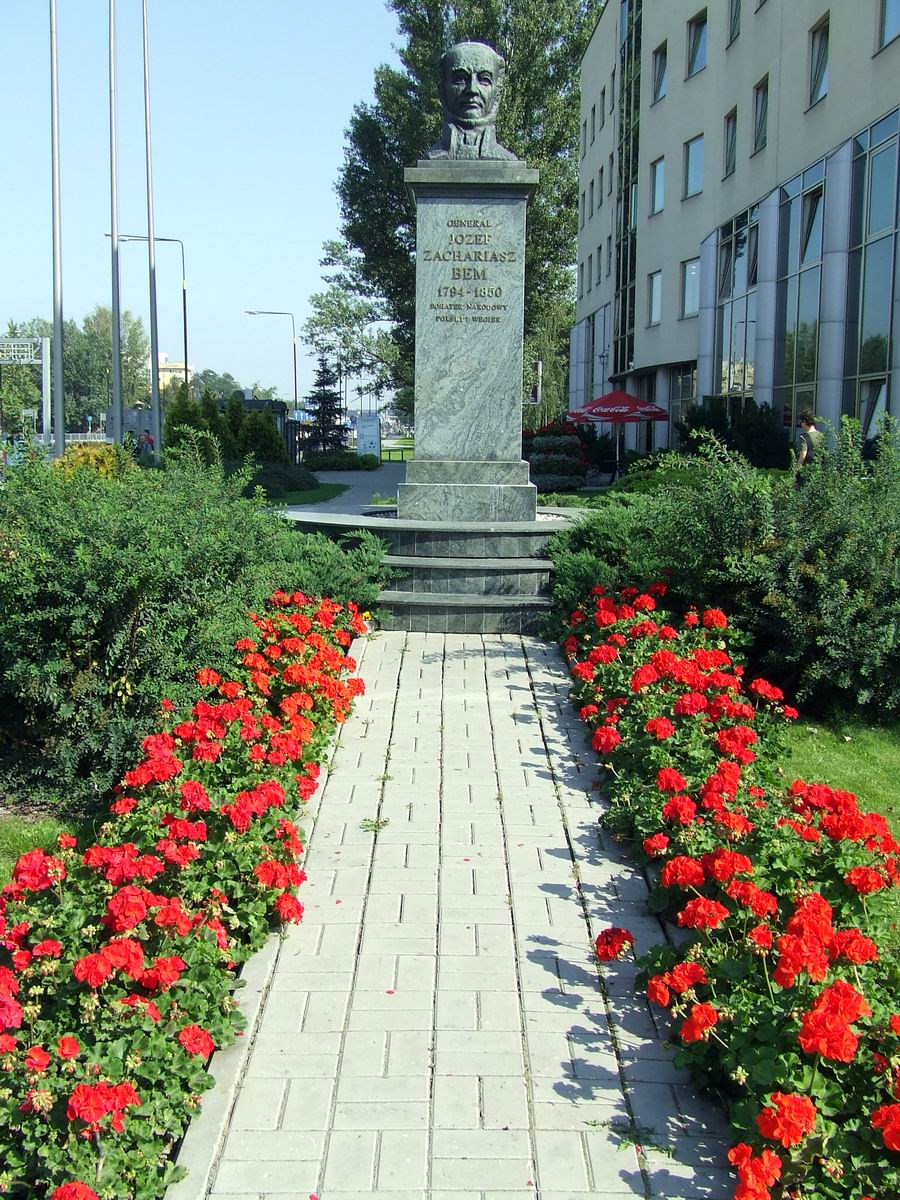
Бюст Перед ратушей района Бемово в Варшаве
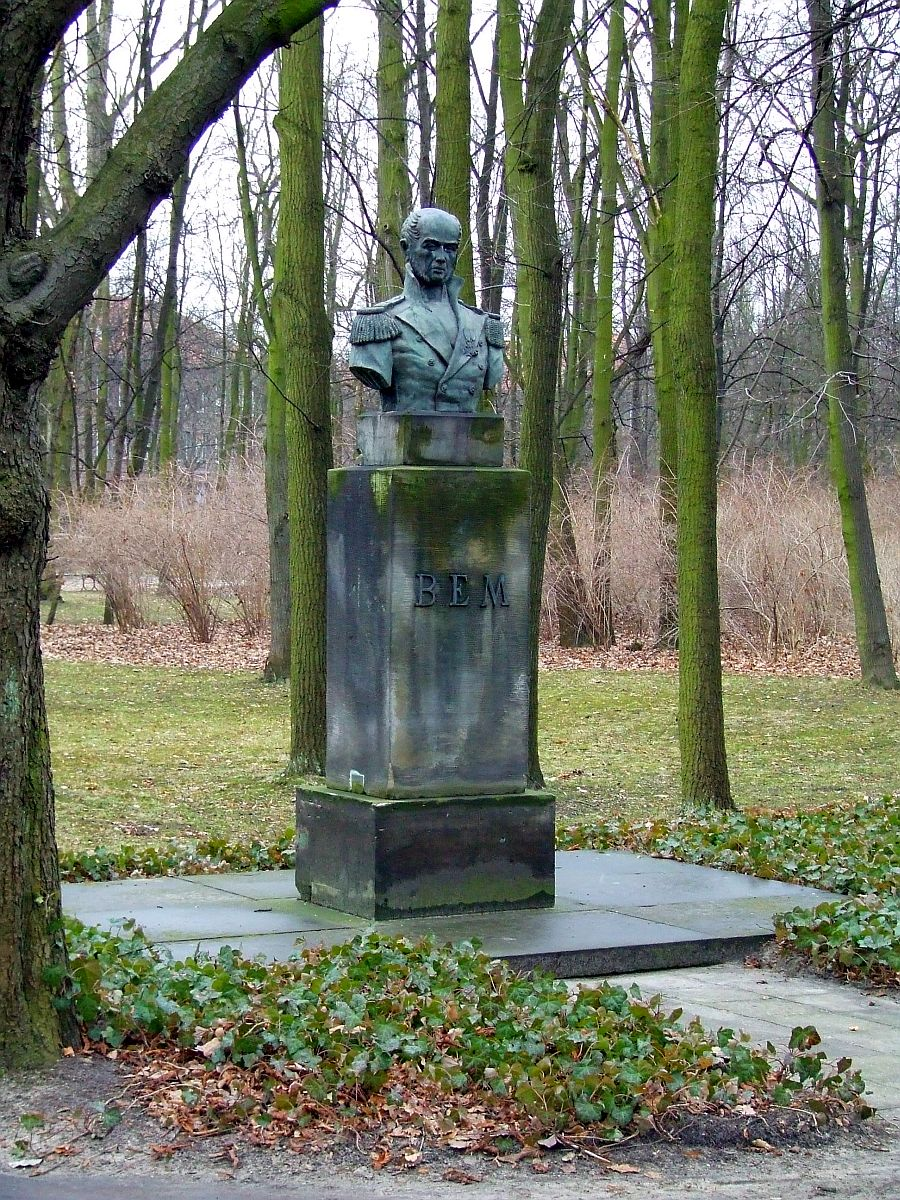
Бюст в парке Лазенки в Варшаве
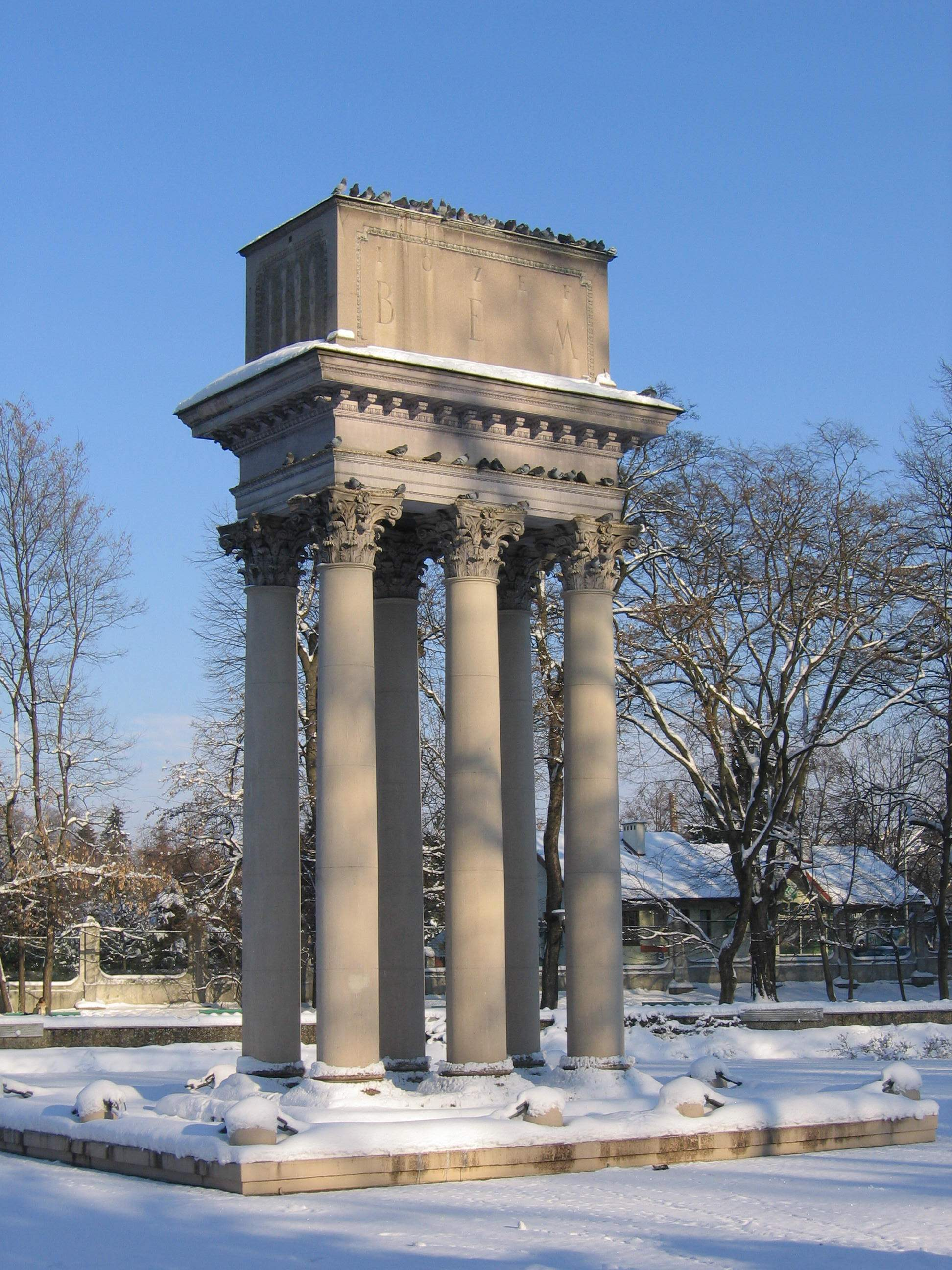
Мавзолей Бема в Тарнуве